# Дірк ван Тіхельт
Дірк ван Тіхельт (нід. Dirk Van Tichelt; нар. 10 червня 1984, Тюрнхаут, Бельгія) — бельгійський дзюдоїст, бронзовий призер Олімпійських ігор 2016 року, призер чемпіонатів світу та Європи.

## Виступи на Олімпіадах
| Олімпіада   | Дисципліна | Місце |
| ----------- | ---------- | ----- |
| Пекін 2008  | До 73 кг   | 5     |
| Лондон 2012 | До 73 кг   | 8     |
| Ріо 2016    | До 73кг    | 3     |